# Franz Philipp Aull
Franz Philipp Aull (* 27. Januar 1779 in Mainz; † 24. November 1850 ebenda) war ein hessischer Politiker und Abgeordneter der 2. Kammer der Landstände des Großherzogtums Hessen.

## Familie
Franz Philipp Aull war der Sohn des Haushofmeisters Anton Aull und seiner zweiten Frau Regina Klara Aull, geborene Gassmann, die dieser 1776 geheiratet hatte. Franz Philipp Aull war römisch-katholisch.

## Ausbildung und Beruf
Franz Philipp Aull studierte Rechtswissenschaften und wurde Hofgerichtsadvokat in Mainz. 1817 wurde er Ergänzungsrichter am Kreisgericht Mainz und 1821 dessen Präsident. 1831 wurde er pensioniert. Am 10. Januar 1834 wurde er in den Justizdienst zurückberufen und wurde Rat beim Oberappellations- und Kassationsgericht Darmstadt. Am 13. März 1835 wurde er erneut in den Ruhestand versetzt. 1838 wird er als Mitglied und Rat an das Obergericht Mainz berufen und 1849 dessen Präsident.

## Politik
Für den Wahlbezirk Rheinhessen 4 (Wörrstadt) wurde Aull bei der ersten Wahl 1820 in die Landstände des Großherzogtums Hessen gewählt. Seine Wiederwahl zum zweiten Landtag im gleichen Wahlkreis führte zu einer intensiven Debatte in den Landständen, ob sein Amt als Kreisgerichtspräsident in Mainz mit dem Mandat in der Zweiten Kammer vereinbar sei. Die Mehrheit der Zweiten Kammer sah keine Vereinbarkeit und erkannte ihm das Mandat ab.
In der fünften Periode wurde er erneut, diesmal für den Wahlbezirk Rheinhessen 5 (Nieder-Olm/Bretzenheim) in den Landtag gewählt. Auch hier schied er nach einer Parlamentsperiode aus. Zwischen 1841 und seinem endgültigen Rücktritt 1848 vertrat er den Wahlbezirk Stadt Mainz in der zweiten Kammer. 1844 bis 1847 war er zweiter Präsident der Kammer.